# فرودگاه انگوزرو
فرودگاه انگوزرو (به انگلیسی: Engozero (airport)) یک فرودگاه نظامی است که یک باند فرود علامت سؤال دارد و طول باند آن ۲۰۰۰ متر است. این فرودگاه در کشور روسیه قرار دارد و در ارتفاع ۱۰۲ متری از سطح دریا واقع شده است.